# Робърт Бейкън
Робърт Бейкън (на английски: Robert Bacon) е американски държавник и дипломат. Държавен секретар на САЩ през 1909 г.

## Биография
Роден е на 5 юли 1860 г. в Джамайка Плейн, днес исторически квартал на Бостън, в семейството на Уилям и Емили Бейкън. Завършва университета „Дж. Харвард“. На 10 октомври 1883 г. се жени за Марта Уолдрон Каудин. Синът им Робърт Л. Бейкън е член на Камарата на представителите на Конгреса на САЩ.
Работи в бизнес сферата дълги години, включително за банкера Джон Пирпонт Морган. Участва в основаването на „Ю Ес Стийл Корпорейшън“ и „Нордърн Сикюритис Къмпани“ през 1901 г.
На 5 септември 1905 г. е назначен за помощник държавен секретар на САЩ и встъпва в длъжност на 11 октомври 1905 г. Назначен за и.д. държавен секретар на САЩ през 1906 г., когато Илайхю Рут е на посещение в Южна Америка.
На 27 януари 1909 г. встъпва в длъжност държавен секретар на САЩ в правителството на Теодор Рузвелт и остава на този пост до 5 март 1909 г. В периода 1909-1912 г. е посланик на САЩ във Франция.
Бейкън активно подкрепя влизането на САЩ в Първата световна война. Служи в американската армия през 1917-1919 г. Умира в Ню Йорк на 58-годишна възраст, на 29 май 1919 г.
Автор на „За по-добри отношения с нашите съседи от Латинска Америка“ (1915).